# César Luis Menotti
César Luis Menotti (født 5. november 1938 i Rosario, Argentina død 5. maj 2024) var en argentinsk fodboldspiller og senere træner, der mellem 1974 og 1983 var træner for Argentinas landshold, som han også selv som aktiv spillede for. Han førte holdet til guldet ved VM i 1978 på hjemmebane.
Menotti spillede som aktiv mellem 1960 og 1969 og var blandt andet tilknyttet Rosario Central, Racing Club og Boca Juniors. Hans position på banen var som angriber. Han repræsenterede desuden det argentinske landshold.
Som træner var Menotti bedst kendt for sin periode som argentinsk landstræner mellem 1974 og 1983. Her førte han holdet til sin første VM-titel nogensinde, ved VM i 1978 på hjemmebane, efter finalesejr på 3-1 over Holland. Han stod også i spidsen for holdet ved VM i 1982.
Udover jobbet som argentinsk landstræner trænede Menotti desuden adskillige klubhold i både Sydamerika og Europa, blandt andet FC Barcelona, Atlético Madrid, Boca Juniors, River Plate og Sampdoria.